# Kesugihan Kidul
Kesugihan Kidul is een bestuurslaag in het regentschap Cilacap van de provincie Midden-Java, Indonesië. Kesugihan Kidul telt 8514 inwoners (volkstelling 2010).